# ジャルガス・ジュマグロフ
ジャルガス・ジュマグロフ（Zhalgas  Zhumagulov、1998年3月14日 - ）は、カザフスタンの男性プロ総合格闘家。アクトベ州アクトベ出身。アメリカン・トップチーム/Erkin Kush所属。現OKTAGONフライ級王者。

## 来歴
カザフスタン西部の都市アクトベ出身。幼少期から運動神経がよく、地元の格闘技クラブでレスリングとボクシングを学び始めた。10代半ばにはキックボクシングにも取り組み、複数の国内アマチュア大会で好成績を収める。
20歳の頃、総合格闘技（MMA）へ転向し、カザフスタン国内の大会でプロデビュー。スピードと回転数の多い打撃、そして首相撲からの膝蹴りを得意とし、短期間で注目株となった。2015年以降は中央アジア各国の大会を主戦場とし、Fight Nights GlobalやM-1 Challengeといったロシア圏のメジャーイベントで経験を積む。
2019年にはカザフスタンで行われた大会で連勝を重ね、地元メディアから「最もUFCに近い男」と評される。翌2020年、念願のUFC契約を果たし、フライ級戦線に参戦。UFCではアミル・アルバジやジェフ・モリーナらと対戦し、タフな試合内容で世界のファンに存在感を示した。
UFC離脱後は再びユーラシア地域のイベントに戻り、2024年にはOKTAGON MMAに参戦。常に前に出るスタイルと独特のキャラクター性で、勝敗を問わず観客を沸かせるファイターとして知られている。

## 戦績
| 総合格闘技 戦績 | 総合格闘技 戦績 | 総合格闘技 戦績 | 総合格闘技 戦績 | 総合格闘技 戦績 | 総合格闘技 戦績 | 総合格闘技 戦績 |
| --------------- | --------------- | --------------- | --------------- | --------------- | --------------- | --------------- |
| 27 試合         | (T)KO           | 一本            | 判定            | その他          | 引き分け        | 無効試合        |
| 18 勝           | 8               | 1               | 9               | 0               | 0               | 0               |
| 9 敗            | 2               | 0               | 7               | 0               | 0               | 0               |

| 勝敗 | 対戦相手                     | 試合結果                          | 大会名                                                               | 開催年月日     |
| ○    | べノ・アダミア               | 5分5R終了 判定3-0                 | OKTAGON MMA 73: Eckerlin vs. Pukac 【OKTAGONフライ級王座決定戦】     | 2025年6月28日  |
| ○    | アーロン・アビー             | 5分3R終了 判定3-0                 | OKTAGON MMA 63: Buchinger vs. Nafuka                                 | 2024年11月9日  |
| ○    | クリーブランド・マクリーン   | 5分3R終了 判定3-0                 | Naiza FC 57: Zhumagulov vs. Mclean                                   | 2024年2月24日  |
| ○    | マサト・ナカムラ             | 1R 1:42 TKO（パンチ）             | Naiza FC 55: Erengaipov vs. Fukuda                                   | 2023年12月6日  |
| ×    | ジョシュア・ヴァン           | 5分3R終了 判定1-2                 | UFC on ABC 5: Emmett vs. Topuria                                     | 2023年6月24日  |
| ×    | チャールズ・ジョンソン       | 5分3R終了 判定1-2                 | UFC Fight Night: Nzechukwu vs. Cuțelaba                              | 2022年11月19日 |
| ×    | ジェフリー・モリーナ         | 5分3R終了 判定1-2                 | UFC Fight Night: Volkov vs. Rozenstruik                              | 2022年6月4日   |
| ×    | マネル・ケイプ               | 1R 4:02 TKO（スタンドパンチ連打） | UFC on ESPN 31: Font vs. Aldo                                        | 2021年12月4日  |
| ○    | ジェローム・リベラ           | 1R 2:02 ギロチンチョーク          | UFC 264: Poirier vs. McGregor 3                                      | 2021年7月10日  |
| ×    | アミル・アルバジ             | 5分3R終了 判定0-3                 | UFC 257: Poirier vs. McGregor 2                                      | 2021年1月24日  |
| ×    | ハウリアン・パイバ           | 5分3R終了 判定0-3                 | UFC 251: Usman vs. Masvidal                                          | 2020年7月12日  |
| ○    | アリ・バガウティノフ         | 5分5R終了 判定2-1                 | Fight Nights Global 95 【FNGフライ級タイトルマッチ】                 | 2019年10月19日 |
| ○    | タギル・ウランベコフ         | 5分5R終了 判定3-0                 | Fight Nights Global 88 【FNGフライ級タイトルマッチ】                 | 2018年8月31日  |
| ○    | タイソン・ナム               | 5分3R終了 判定3-0                 | FNG Fight Nights Global 86                                           | 2018年4月1日   |
| ○    | シャジドゥル・ハック         | 5分3R終了 判定3-0                 | Fight Nights Global 80                                               | 2017年11月26日 |
| ×    | ヴァルタン・アサトリアン     | 5分5R終了 判定1-2                 | Fight Nights Global 65                                               | 2017年5月19日  |
| ○    | アルトゥール・バガウティノフ | 2R 1:53 KO（パンチ）              | Fight Nights Global 62                                               | 2017年3月31日  |
| ○    | イワン・アンドルシチェンコ   | 5分3R終了 判定3-0                 | Fight Night Global 55                                                | 2016年11月22日 |
| ○    | オスカー・ドルチン           | 5分3R終了 判定3-0                 | Fight Night Global 46: Mokhnatkin vs. Kudin                          | 2016年4月29日  |
| ×    | ジーファ・シャン             | 5分3R終了 判定1-2                 | Kunlun Fight - Cage Series 3                                         | 2015年6月6日   |
| ×    | ヴァルタン・アサトリアン     | 2R 3:00 TKO（パンチ）             | Alash Pride: Royal Plaza Volume 2                                    | 2015年1月24日  |
| ○    | ベクザト・アリエフ           | 3R 2:10 TKO（パンチ）             | Zhekpe Zhek Bantamweight Grand Prix 【バンタム級グランプリ決勝】     | 2014年10月6日  |
| ○    | サラト・アリ・ビスハノフ     | 1R 1:10 TKO（パンチ）             | Zhekpe Zhek Bantamweight Grand Prix 【バンタム級グランプリ準決勝】   | 2014年10月6日  |
| ○    | ティジバエフ・アンドス       | 3R 2:10 TKO（パンチ）             | Zhekpe Zhek Bantamweight Grand Prix 【バンタム級グランプリ準々決勝】 | 2014年10月6日  |
| ○    | ヌルスラット・セルカー       | 1R 2:47 TKO（パンチ）             | Zhekpe Zhek Bantamweight Grand Prix 【バンタム級グランプリ1回戦】    | 2014年10月6日  |
| ○    | ヌルベイ・ミルザリエフ       | 2R 3:14 TKO（ギブアップ）         | WNFC - Elets Battle                                                  | 2014年9月25日  |
| ○    | イェルラン・セメベコフ       | 1R 3:54 TKO（パンチ）             | Altay Rupublik MMA League: Altay vs. Siberia                         | 2014年9月7日   |

## 獲得タイトル
- NFGフライ級王座（2018年）防衛1
- OKTAGONフライ級王座（2025年）